# Кеннеди, Фред
Фре́дерик Ке́ннеди (англ. Frederick Kennedy; 23 октября 1902 — 14 ноября 1963), более известный как Фред Кеннеди (англ. Fred Kennedy) — английский футболист, нападающий. Чемпион Франции и обладатель Кубка Франции в составе парижского «Расинга».

## Футбольная карьера
Уроженец Блэк-Лейна, Ланкашир, Фред Кеннеди начал футбольную карьеру в клубе «Россендейл Юнайтед». В мае 1923 года перешёл в «Манчестер Юнайтед». В основном составе дебютировал 6 октября 1923 года в выездном матче Второго дивизиона против «Олдем Атлетик». Тот матч был примечателен тем, что игрок «Олдема» Сэм Уинн забил в нём четыре мяча, причём два из них — в свои ворота. «Олдем Атлетик» одержал победу в матче со счётом 3:2. Дебют Фреда в команде оказался неудачным, и он снова попал в основной состав только через четыре месяца, 6 февраля 1924 года в матче против «Блэкпула». Три дня спустя, 9 февраля 1924 года, Фред дебютировал на стадионе «Олд Траффорд» в ответном матче против «Блэкпула». 1 марта 1924 года забил свой первый гол за «Манчестер Юнайтед» в игре против «Нельсона». Всего в сезоне 1923/24 провёл за команду 6 матчей. В следующем сезоне сыграл за «Юнайтед» 17 матчей и забил 3 мяча, в том числе «дубль» в ворота «Клэптон Ориент» 7 февраля 1925 года, и помог своей команде вернуться в Первый дивизион. В общей сложности Кеннеди провёл за «Манчестер Юнайтед» 18 матчей и забил 4 мяча. В марте 1925 года был продан в «Эвертон» за 2000 фунтов.
В «Эвертоне» провёл три сезона, сыграв 35 матчей и забив 11 мячей (все — в рамках лиги).
В 1927 году перешёл в «Мидлсбро». По итогам сезона 1927/28 команда заняла 22-е место в Первом дивизионе и выбыла во Второй дивизион. В итогам следующем сезоне «Мидлсбро» выиграл Второй дивизион, а Кеннеди забил 5 мячей в 15 матчах лиги.
Летом 1929 года он покинул «Боро», став игроком «Рединга», где провёл сезон 1929/30. Забил 8 мячей в 24 матчах.
В 1930 году стал игроком клуба «Олдем Атлетик». Провёл за клуб 5 матчей, мячей не забил.
В 1931 году вернулся в «Россендейл Юнайтед», а позднее в том же году перешёл в клуб «Нортуич Виктория».
В 1932 году перебрался во Францию, став игроком парижского «Расинга» в первом профессиональном сезоне чемпионата Франции. Проведя в команде один сезон (18 матчей, 7 забитых мячей), вернулся в Англию, став игроком «Блэкберн Роверс». В сезоне 1933/34 забил 8 мячей в 29 матчах Первого дивизиона Футбольной лиги Англии. В 1934 году вернулся в Париж, и провёл ещё три сезона в составе «Расинга». В сезоне 1935/36 помог команде выиграть «золотой дубль», став чемпионом Франции и обладателем Кубка Франции, забив в том сезоне 19 мячей в чемпионате и 9 в Кубке Франции. В общей сложности за четыре сезона забил за парижский клуб 59 мячей.
Сезон 1937/38 провёл в Англии, выступая за «Стокпорт Каунти», после чего завершил карьеру.

## Достижения
Мидлсбро
- Чемпион Второго дивизиона: 1928/29

Расинг Париж
- Чемпион Франции: 1935/36
- Обладатель Кубка Франции: 1935/36

## Статистика выступлений
| Клуб              | Сезон             | Дивизион          | Лига | Лига | Кубок | Кубок | Итого | Итого |
| Клуб              | Сезон             | Дивизион          | Игры | Голы | Игры  | Голы  | Игры  | Голы  |
| ----------------- | ----------------- | ----------------- | ---- | ---- | ----- | ----- | ----- | ----- |
| Манчестер Юнайтед | 1923/24           | Второй дивизион   | 6    | 1    | 0     | 0     | 6     | 1     |
| Манчестер Юнайтед | 1924/25           | Второй дивизион   | 11   | 3    | 1     | 0     | 12    | 3     |
| Манчестер Юнайтед | Итого             | Итого             | 17   | 4    | 1     | 0     | 18    | 4     |
| Эвертон           | 1924/25           | Первый дивизион   | 10   | 3    | 0     | 0     | 10    | 3     |
| Эвертон           | 1925/26           | Первый дивизион   | 19   | 8    | 0     | 0     | 19    | 8     |
| Эвертон           | 1926/27           | Первый дивизион   | 6    | 0    | 0     | 0     | 6     | 0     |
| Эвертон           | Итого             | Итого             | 35   | 11   | 0     | 0     | 35    | 11    |
| Мидлсбро          | 1927/28           | Первый дивизион   | 8    | 0    | 1     | 0     | 9     | 0     |
| Мидлсбро          | 1928/29           | Второй дивизион   | 15   | 5    | 1     | 0     | 16    | 5     |
| Мидлсбро          | Итого             | Итого             | 23   | 5    | 2     | 0     | 25    | 5     |
| Рединг            | 1929/30           | Второй дивизион   | 23   | 8    | 1     | 0     | 24    | 8     |
| Рединг            | Итого             | Итого             | 23   | 8    | 1     | 0     | 24    | 8     |
| Олдем Атлетик     | 1930/31           | Второй дивизион   | 5    | 0    | 0     | 0     | 5     | 0     |
| Олдем Атлетик     | Итого             | Итого             | 5    | 0    | 0     | 0     | 5     | 0     |
| Расинг Париж      | 1932/33           | Дивизион 1        | 16   | 5    | 2     | 2     | 18    | 7     |
| Блэкберн Роверс   | 1933/34           | Первый дивизион   | 29   | 8    | 0     | 0     | 29    | 8     |
| Блэкберн Роверс   | Итого             | Итого             | 29   | 8    | 0     | 0     | 29    | 8     |
| Расинг Париж      | 1934/35           | Дивизион 1        | 29   | 16   | 1     | 0     | 30    | 16    |
| Расинг Париж      | 1935/36           | Дивизион 1        | 29   | 19   | 7     | 9     | 36    | 28    |
| Расинг Париж      | 1936/37           | Дивизион 1        | 22   | 6    | 1     | 2     | 23    | 8     |
| Расинг Париж      | Всего за «Расинг» | Всего за «Расинг» | 96   | 46   | 11    | 13    | 107   | 59    |
| Стокпорт Каунти   | 1937/38           | Второй дивизион   | 6    | 1    | 0     | 0     | 6     | 1     |
| Стокпорт Каунти   | Итого             | Итого             | 6    | 1    | 0     | 0     | 6     | 1     |
| Всего за карьеру  | Всего за карьеру  | Всего за карьеру  | 234  | 83   | 15    | 13    | 249   | 96    |